# قرار مجلس الأمن التابع للأمم المتحدة رقم 1995
قرار مجلس الأمن التابع للأمم المتحدة رقم 1995، الذي تم تبنيه بالإجماع في 6 يوليو 2011، بعد التذكير بالقرارات 955 (1995) و1503 (2003) و1534 (2003)، سمح المجلس للقضاة المؤقتين في المحكمة الجنائية الدولية لرواندا بالتصويت أو الترشح في الانتخابات لرئاسة المحكمة.
تم اتخاذ القرار استجابة لنقص الموظفين في المحكمة.

## القرار

### أعمال
وبموجب الفصل السابع من ميثاق الأمم المتحدة، قرر المجلس السماح للقضاة المؤقتين في المحكمة الجنائية الدولية لرواندا بالتصويت والترشح في الانتخابات لرئاسة المحكمة. وفي هذا الصدد، سيكون للقضاة المؤقتين المنتخبين للرئاسة نفس السلطات التي يتمتع بها القضاة الدائمون وإذا تم انتخابهم نائبًا للرئيس، فيمكنهم العمل كرئيس عند الاقتضاء. لن يؤثر ذلك على الوضع المؤقت للقاضي.
منح القرار القاضي دينيس بايرون إذنًا خاصًا للعمل بدوام جزئي أثناء الانخراط في مهنة قضائية أخرى من 1 سبتمبر 2011 حتى نهاية قضيته الحالية. وأشار المجلس إلى نية المحكمة إنهاء القضية بحلول كانون الأول / ديسمبر 2011 وحث رئيس المحكمة الجنائية الدولية لرواندا على ضمان بقاء القاضي بايرون محايدًا وعدم وجود تضارب في المصالح أو تأخير في القضية.
أكد القرار 1995 على أهمية محاكمة جميع الأشخاص المتهمين من قبل المحكمة الجنائية الدولية لرواندا ودعا جميع الدول ولا سيما تلك الموجودة في منطقة البحيرات الكبرى الأفريقية، إلى التعاون مع المحكمة. وعلى وجه الخصوص، تمت المطالبة باعتقال فيليسيان كابوغا وأوغستين بيزيمانا وبروتايس مبيرانيا وغيرهم من المتهمين.
وفي غضون ذلك، شدد أعضاء المجلس على ضرورة تزويد المحكمة بما يكفي من الموظفين من أجل القيام بعملها. أخيرًا، أشاد المجلس بالدول التي أبرمت اتفاقات بشأن إنفاذ الأحكام الصادرة على الأشخاص الذين أدانتهم المحكمة الجنائية الدولية لرواندا لقضاء عقوباتهم في أراضيها وحث البلدان التي لم تبرم اتفاقات على القيام بذلك.

## روابط خارجية
- نص القرار في undocs.org